# Бостон-Гайтс (Огайо)
Бостон-Гайтс (англ. Boston Heights) — селище (англ. village) в США, в окрузі Самміт штату Огайо. Населення — 1402 особи (2020).

## Географія
Бостон-Гайтс розташований за координатами 41°15′9″ пн. ш. 81°30′28″ зх. д. / 41.25250° пн. ш. 81.50778° зх. д. (41.252583, -81.507668).  За даними Бюро перепису населення США в 2010 році селище мало площу 17,86 км², з яких 17,86 км² — суходіл та 0,00 км² — водойми.

## Демографія
Згідно з переписом 2010 року, у селищі мешкало 1300 осіб у 463 домогосподарствах у складі 382 родин. Густота населення становила 73 особи/км².  Було 493 помешкання (28/км²).
Расовий склад населення:
| - 95,9 % — білих - 2,1 % — чорних або афроамериканців - 0,7 % — азіатів - 0,1 % — корінних американців |

До двох чи більше рас належало 1,2 %. Частка іспаномовних становила 0,8 % від усіх жителів.
За віковим діапазоном населення розподілялося таким чином: 26,1 % — особи молодші 18 років, 61,8 % — особи у віці 18—64 років, 12,1 % — особи у віці 65 років та старші. Медіана віку мешканця становила 44,4 року. На 100 осіб жіночої статі у селищі припадало 95,5 чоловіків;  на 100 жінок у віці від 18 років та старших — 99,0 чоловіків також старших 18 років.
Середній дохід на одне домашнє господарство  становив 133 453 долари США (медіана — 97 656), а середній дохід на одну сім'ю — 142 644 долари (медіана — 108 750). Медіана доходів становила 73 500 доларів для чоловіків та 53 542 долари для жінок. За межею бідності перебувало 2,8 % осіб, у тому числі 2,2 % дітей у віці до 18 років та 3,3 % осіб у віці 65 років та старших.
Цивільне працевлаштоване населення становило 662 особи. Основні галузі зайнятості: науковці, спеціалісти, менеджери — 18,4 %, освіта, охорона здоров'я та соціальна допомога — 15,1 %, виробництво — 14,7 %.